# François Louis Phelippes-Tronjolly
François Anne Louis Phelippes de Coatgoureden de Tronjolly, dit Phelippes-Tronjolly (1751-1830), est un magistrat français. 

## Biographie
François Louis Phelippes-Tronjolly est le fils de  François Jacques Phelippes, sieur de Tronjolly, capitaine de la milice bourgeoise de Rennes, et de Marie Anne Thomasse Fauvel. Marié à Mathurine Gilonne Anne Clemenceau, il est le beau-père de l'ingénieur Jacques Piou.
Il est conseiller, premier avocat du roi en la sénéchaussée et au siège présidial de Rennes, commensal de la maison du roi, conseiller juge-garde des Monnaies, procureur-syndical de la Communauté, substitut du procureur-général au siège royal de la Police et administrateur du Collège de Rennes.
Acquis aux idées nouvelles avant 1789. Accusateur public au tribunal de Paimbœuf puis juge au tribunal révolutionnaire sous la Terreur. Il s'oppose à Jean-Baptiste Carrier et aux comités à plusieurs reprises. Arrêté après le départ de Jean-Baptiste Carrier, il est jugé à Paris, lors du procès du Comité révolutionnaire de Nantes. Acquitté, il témoigne ensuite contre Jean-Baptiste Carrier.

## Sources
- Jules Michelet, Gérard Walter, Histoire de la Révolution française. Volume 2, 1952